# Campo San Stin
Le Campo San Stin est une place (campo) de Venise, située dans le sestiere de San Polo, non loin de la place Campo dei Frari et de la Scuola Grande di San Giovanni Evangelista.

## Images

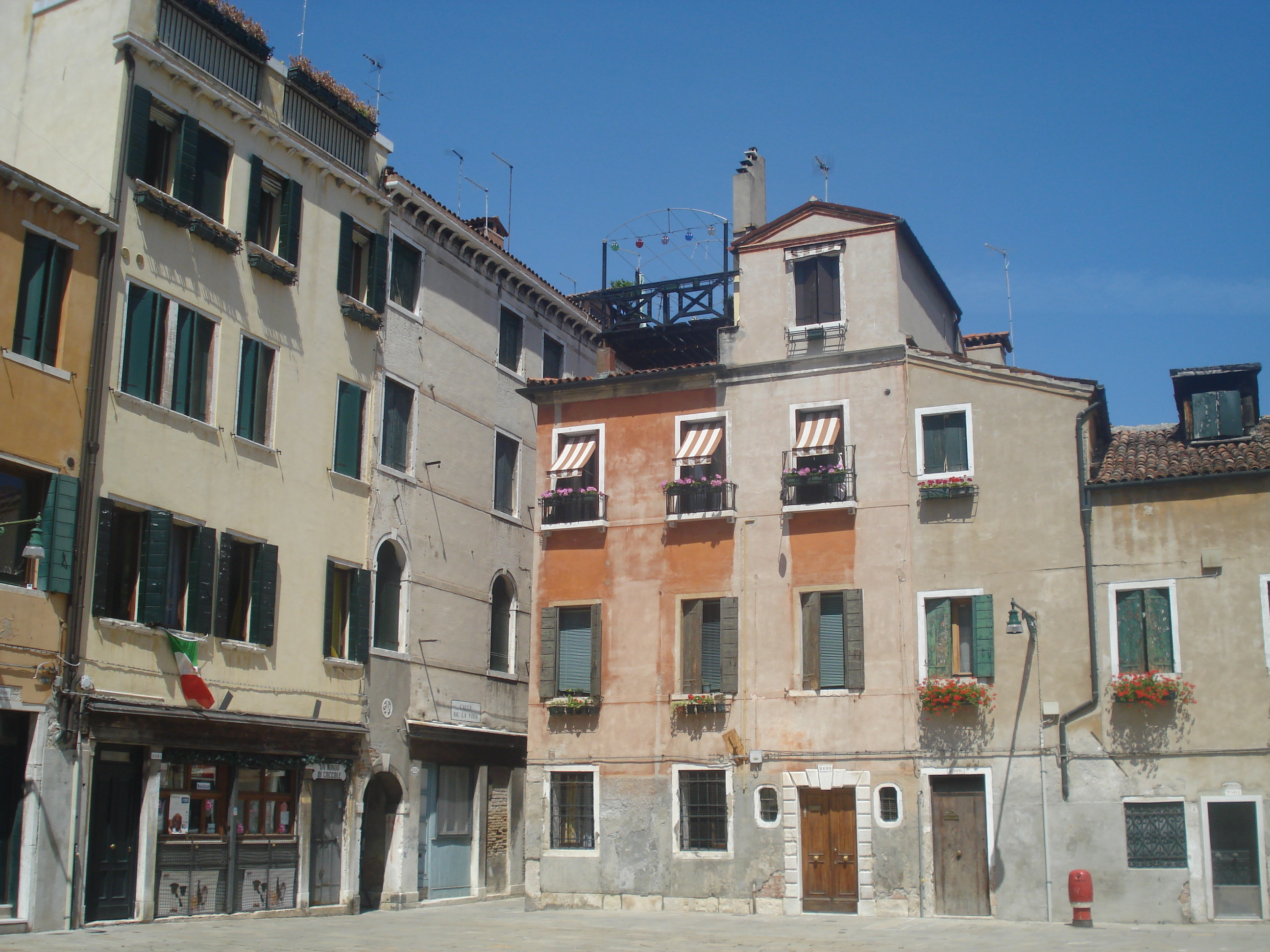
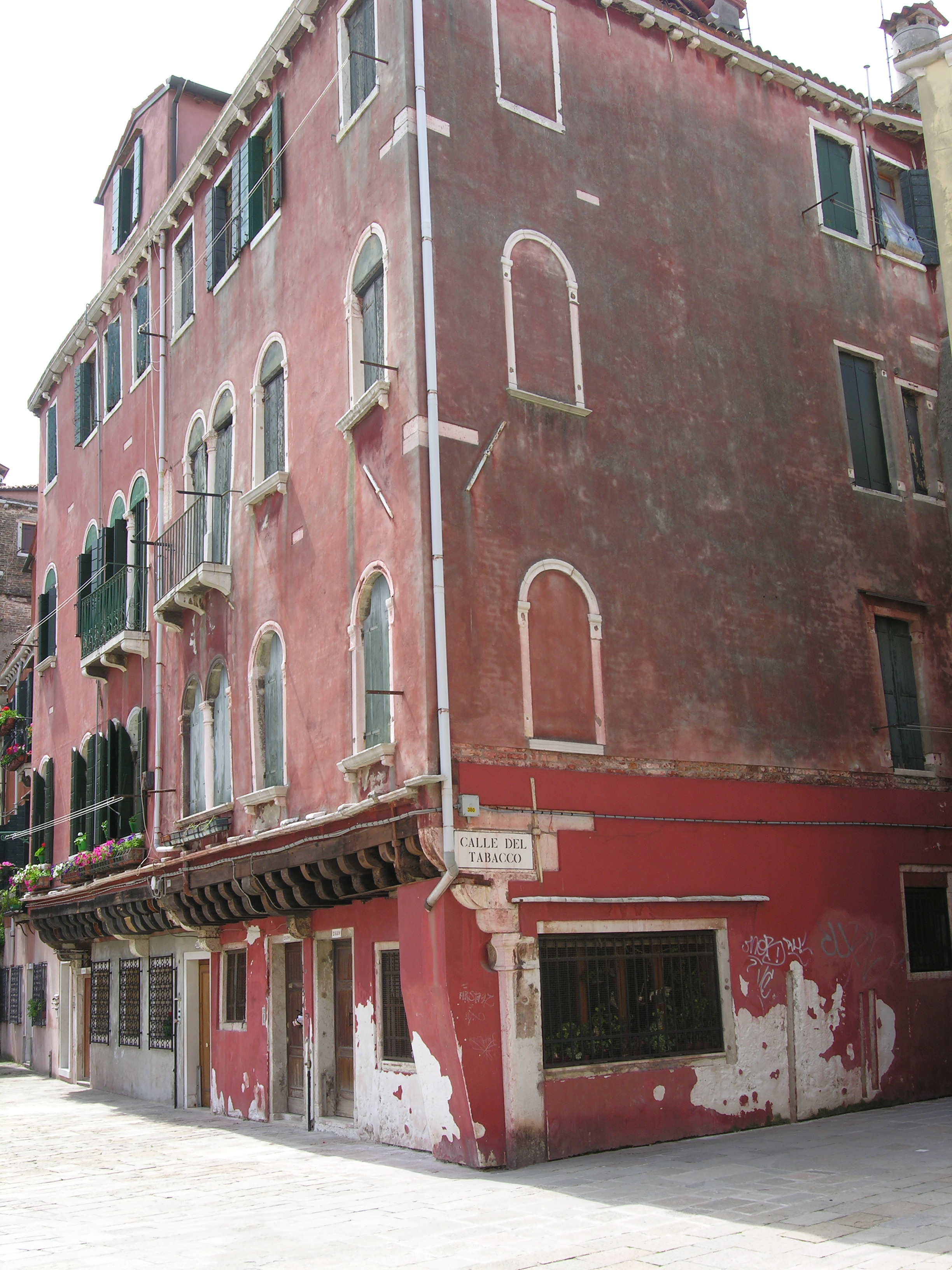